# The Twelve Days of Christmas

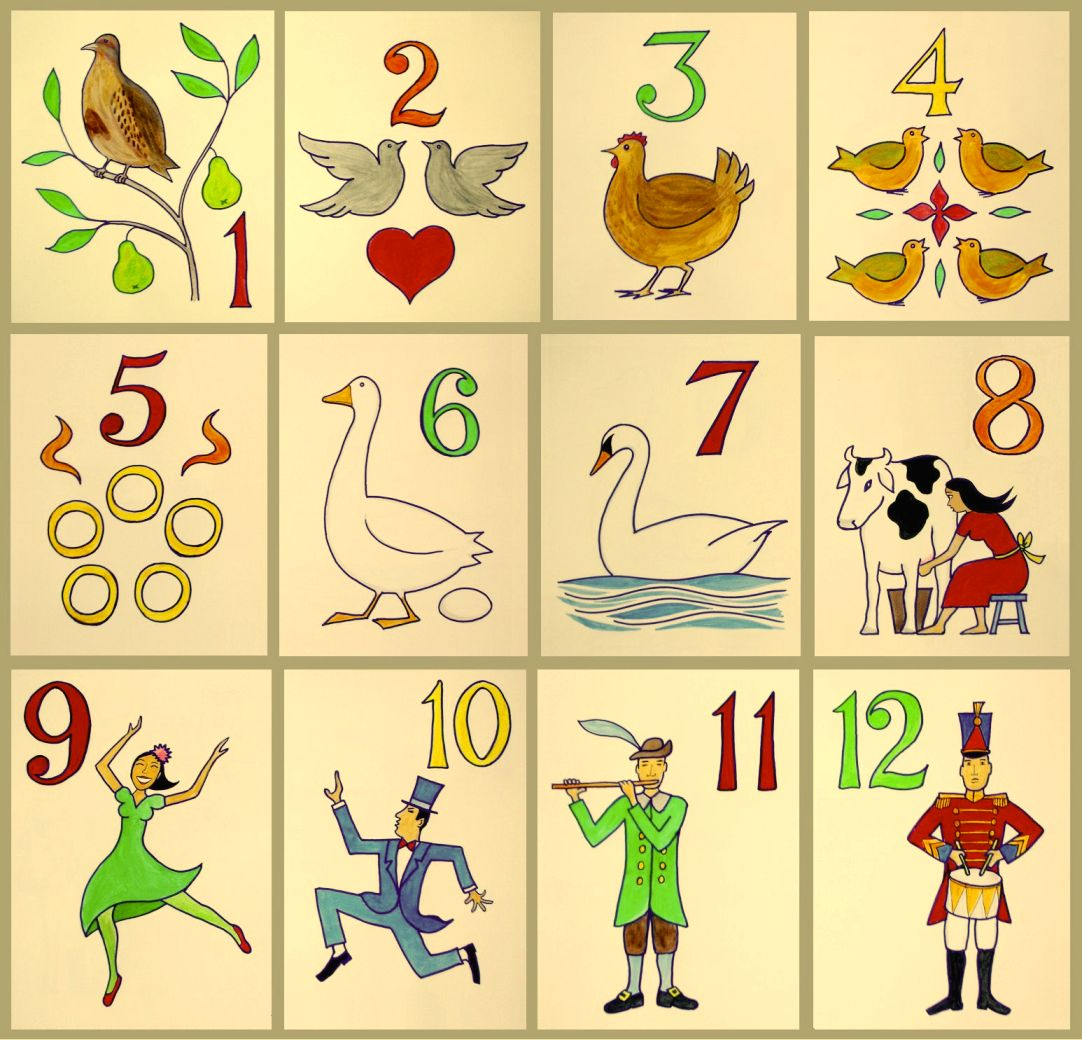
The Twelve Days of Christmas

The Twelve Days of Christmas (De Twaalf Dagen van Kerstmis) is een Engels kerstlied dat behoort tot de populairste en vaakst opgenomen kerstliederen van de afgelopen eeuw. Het lied werd voor het eerst gepubliceerd in Engeland in 1780, maar analyse van de tekst doet vermoeden dat het lied oorspronkelijk uit Frankrijk komt.

## Opzet
Het lied gaat over een lijst van geschenken die iemand krijgt van zijn of haar "ware liefde" op elk van de 12 dagen van kerstmis. Dit zijn de 12 dagen die volgen na kerstmis; van 26 december, ook bekend als de feestdag van Stefanus, tot 6 januari, Driekoningen. Elk couplet gaat over een van deze 12 dagen.
Per couplet wordt de lijst van geschenken langer door een kettingrefrein: naast het nieuwe geschenk dat die dag wordt gegeven, worden ook alle geschenken uit de vorige coupletten weer opgenoemd. Tevens geeft de dag waar elk couplet bij hoort het aantal aan dat van dit geschenk wordt gegeven (1 exemplaar op de eerste dag, twee op de tweede enz.) De alliteratie in het lied is belangrijk. De volledige lijst van geschenken bestaat uit:
| - 12 drummende drummers - 11 fluitende fluiters - 10 huppende heren - 9 dansende dames | - 8 meisjes melkend - 7 zwanen zwemmend - 6 ganzen leggend - 5 ringen van goud | - 4 mooie merels - 3 Franse hennen - 2 Turkse tortels - 1 En een patrijs in een perenboom |

## Geschiedenis
De bekendste versie van het lied, is die van James O. Halliwell uit 1842. Hij publiceerde het lied in de vierde editie van The Nursery Rhymes of England (1846).
Het lied bestond echter al langer. Reeds in de 16e eeuw zou het al hebben bestaan. De exacte oorsprong is niet bekend, maar mogelijk is het lied begonnen als een spel voor de feestdag Driekoningen. De gezongen versie van het lied bestaat al langer dan de oudste geschreven versie, en is mogelijk van Franse oorsprong.

## Variaties
Er bestaan veel variaties op het lied. Meestal verandert hierin de volgorde waarin de geschenken worden gegeven. Ook zijn er vertalingen van het lied.
The Twelve Days of Christmas is tevens een van de meest geparodieerde kerstliederen ter wereld, vooral omdat de relatief simpele opzet van het lied zich goed leent voor parodieën. 
In 2017 verscheen een Nederlandse vertaling van Jan Rot 'De twaalf dagen met Kerstmis' in een geïllustreerde uitgave bij Christofoor.